# Ахмед II
Ахмед II е 21-вия османски султан, син на султан Ибрахим I, управлява в периода 22 юни 1691 – 6 февруари 1695 година. Наследява брат си Сюлейман II на трона през 1691 г. Най-големият успех на Ахмед II и Високата порта е насърчаването на заселването в Анадола на номадски огузки племена и модернизирането на административната система. Претърпява тежки поражения при войните срещу Австрия и Венеция, вследствие от които империята губи важни територии. Във вътрешнополитически план избухват метежи в Сирия, Ирак и Хиджаз.

## Биография
Според различни източници Ахмед II е роден на 1 август 1642 или 25 февруари 1643. Преди да стане султан е държан в Кафеза дълги години.
В началото на неговото управление Фазъл Мустафа паша заема поста на Велик везир. Само няколко седмици след възкачването му на трона Османската империя претърпява поражение от Австрия при Сланкамен (19 август 1691) и е изтласкана от Унгария, а Кюпрюлю загива. През 1692 Венеция напада Крит, който е бил превзет от султан Ибрахим I (1640 – 48). През 1694 Венеция завладява Хиос.
Ахмед II умира в Одрин на 6 февруари 1695.
Управлението на Ахмед II е краткотрайно и продължава само 4 години, но за този малък период държавата търпи упадък и отчита военни неуспехи при войните в Далмация, Полша и на о-в Хиос. Ахмед II е наследен от своя племенник Мустафа II.